# Maureen Colquhoun
Pour les articles homonymes, voir Colquhoun.
Maureen Colquhoun, née le 12 août 1928 et morte le 2 février 2021, est une femme politique britannique.
Membre du Parti travailliste, elle est élue députée de la nouvelle circonscription de Northampton North en février 1974. Elle est réélue en octobre 1974 mais est battue par le conservateur Antony Marlow en mai 1979. Colquhoun est la première député britannique ouvertement lesbienne.

## Biographie
Lorsque Colquhoun est élue député de la nouvelle circonscription de Northampton North en février 1974, elle est mariée au journaliste du Sunday Times Keith Colquhoun et mère de trois enfants. En 1975, elle quitte son mari pour Barbara Todd.
La relation entre les deux femmes n'est alors pas publique. En mars 1976, Colquhoun et Todd font la pendaison de crémaillère de leur nouveau domicile à Londres et un journaliste du Daily Mail, Nigel Dempster, s'invite à la soirée et publie, en avril, un article qui dévoile l'homosexualité de Colquhoun,.
En 1977, une commission du parti travailliste (le General Management Committee) décide de ne pas lui accorder l'investiture pour les élections législatives de mai 1979. Dans la décision motivée de la commission mentionne en particulier l'« obsession pour des détails tels que le droit des femmes ». L'instance supérieure du parti, le National Executive Committee, annule cette décision après un appel en janvier 1978 considérant que l'investiture lui a été refusée en raison de sa sexualité,. Elle participe donc aux élections législatives de 1979 mais est battue par le conservateur Antony Marlow.